# Epiderma (botanika)
Epiderma (grč. επιδερμίδα — epidermida) je biljno tkivo koje pokriva list, cvijet, korijen i deblo. Ima nekoliko uloga: štiti biljku od gubitka vode, regulira promet plinova, sintetizira spojeve metabolizma i apsorbira (naročito u korijenu) vodu i mineralne tvari. Epiderma najvećega broja listova ima dorsoventralnu građu, tj. gornja (adaksijalna) i donja (abaksijalna) strana lista imaju različitu građu, a samim tim i funkciju. Sekundarnim debljanjem periderm preuzima ulogu zaštitnoga omotača.
Epiderma je sloj stanica, koje su u dodiru s vanjskom okolinom. U starijoj literaturi može se pronaći, da su stanice epiderme lista specijalizirane parenhimske stanice, ali danas se epiderma klasificira kao dermalno tkivo. Epiderma je glavni dio dermalnog tkiva listova, kao i debla, korijena, cvijeta, ploda i sjemena. Vrlo često je on proziran (stanice epiderme uopće ne sadrže kloroplaste, ili ih sadrže u malom broju).
Stanice epiderme strukturalno su i funkcionalno različite. Većina biljaka ima jednoslojnu epidermu. Neke biljke kao što su: „Ficus elastica” i „Peperomia” imaju višeslojnu epidermu usred specifične diobe stanica protoderma. Stanice epiderme gusto su zbijene jedna do druge i biljci daju čvrstinu i zaštitu. Zidovi epidermalnih stanica nadzemnih dijelova biljaka sadrže kutin, tj. pokrivene su kutikulom. Kutikula sprečava gubitak vode u atmosferu, dok je nekada pokrivena voskom u tankim slojevima. Sloj voska daje posebnu bjeličastu ili plavičastu boju listu. Vosak djeluje kao barijera za vlagu i štiti biljku od jake sunčeve svjetlosti i vjetra. Donja (abaksijalna) strana ima tanju kutikulu, dok listovi biljaka koji žive u suhim uvjetima često imaju zgusnutu kutikulu koja sprečava gubitak vode transpiracijom.
U epidermalno tkivo ubrajaju se više tipova diferenciranih stanica. Epidermalne stanice su najbrojnije, najveće i najmanje specijalizirane. Kod monokotiledonih biljaka one su više izdužene u odnosu na dikotiledone.
Trihome epiderme korijena su korijenove dlačice koje su specijalizirane za apsorpciju vode i mineralnih tvari.
Kod biljaka kod kojih je prisutno sekundarno debljanje, epiderma korijena i debla bude zamijenjena peridermom diferencijacijom felogena.